# 碳纖維強化聚合物
碳纖維強化聚合物（英語：carbon fiber reinforced polymer, CFRP），又稱為碳纖維強化塑膠（carbon-fiber reinforced plastic, CRP）或碳纖維強化熱塑性塑膠（carbon fiber reinforced thermoplastic, CFRTP）等，是一種含有碳纖維、極其堅固和輕量的纖維強化塑膠。雖然碳纖維強化聚合物製造昂貴，但被廣泛應用於強度重量比和剛性需求高的產業中，如航空、汽車、土木工程、運動器材等等。
聚合物基質一般採用熱固性樹脂（如環氧樹脂），但其他熱固性或熱塑性聚合物（如聚酯、乙烯基酯或尼龍等）也時常被應用。除碳纖維外，其他也常被使用的纖維增強物有：芳香聚醯胺（如克維拉或特瓦倫等）、金屬鋁、超高分子量聚乙烯（UHMWPE）或玻璃纖維等。碳纖維強化聚合物的最終產品性能（導電度、導熱度、韌性等）可能受到基質（樹脂）添加劑種類的影響，而最常見的添加劑是二氧化矽，而其他種類的添加劑如橡膠或奈米碳管等也被使用。
碳纖維有時也被稱為石墨增強聚合物 (graphite-reinforced polymer) 或石墨纖維增強聚合物 (graphite fiber-reinforced polymer)，但不會簡稱為 GFRP，因為它會與玻璃纖維增強聚合物 (glass fiber-reinforced polymer)重複。

## 性質
碳纖維強化聚合物是一種複合材料，由基材和強化材等兩部分組成。其中，碳纖維是強化材，提供複合材料的機械強度，而基質則通常是聚合物樹脂（如環氧樹脂），用於黏合強化材。因此，CFRP 的材料性質取決於基質和強化材。
強化材賦予其強度與剛度；分別通過應力和彈性模數來測量。與鋼鐵或鋁金屬等等向性材料不同，CFRP 強度性質具有方向性。碳纖維強化聚合物的性能取決於碳纖維的走向以及碳纖維相對於基材的比例。
對於複合材料的強度可以簡單由兩個方程式計算，方程式分別為：
{\displaystyle E_{c}=V_{m}E_{m}+V_{f}E_{f}}
適用於碳纖維方向平行於施加負載方向的CFRP。{\displaystyle E_{c}}是複合材料的總彈性模數，{\displaystyle V_{m}} 和 {\displaystyle V_{f}}分別是複合材料中基材和纖維的體積比例，以及 {\displaystyle E_{m}} 和 {\displaystyle E_{f}}分別是基材和纖維的彈性模數。而複合材料的彈性模數的另一個極端情況是，碳纖維走向與施加負載方向完全垂直，就須改用以下公式：
{\displaystyle E_{c}=\left({\frac {V_{m}}{E_{m}}}+{\frac {V_{f}}{E_{f}}}\right)^{-1}}
對於單方向 (Uni-Direction) 的碳纖維而言，這兩個等式可以大略找出所製作的碳纖維強化複合材料的彈性模數範圍。
CFRP的断裂韧性主要有三種機制：1）纖維和基材之間的脫粘，2）纖維拉出，以及3）每一層纖維布之間的分層。最常見的的環氧樹脂基CFRP雖然具有高強度和彈性模量，卻幾乎沒有韌性、破壞應變小於0.5%。由於脆性材料失效往往都是災難性的，如何有效檢測對工程師而言是一大挑戰。因此，增加CFRP韌性是研究的一大方向，方法包括改性現有的環氧樹脂基材和尋找替代的聚合物。PEEK就是滿足此一研究方向的材料，它表現出更高的韌性，具有相似的彈性模數、拉伸強度，並有更高的耐熱性質。然而，PEEK的加工難度要大得多，而且成本也更高。
儘管 CFRP 的強度重量比相當驚人，但 CFRP 的設計局限性是它們缺乏可定義的疲勞極限。這意味著，不能排除應力循環造成失效的可能性。雖然許多其他結構金屬 (如鋼和鋁合金) 確實具有可估計的疲勞或耐久極限，但複合材料的複雜失效模式意味著CFRP的疲勞失效性能難以預測和設計;然而，新興的研究已經揭示了低速衝擊對複合材料的影響。低速衝擊會使碳纖維聚合物容易受到損壞。因此，將CFRP用於循環負載應用的關鍵零件時，工程師在設計強度時可能需要相當大的安全裕度，以確保在使用壽命內元件的可靠性。
溫度和濕度等環境因子會對聚合物基複合材料（包括大多數CFRP）產生深遠影響。雖然CFRP具有優異的耐腐蝕性，但濕氣可能會導致CFRP的機械性能下降，特別是在基體-纖維介面上。雖然碳纖維本身不受擴散到材料中的水分影響，但水分會塑化聚合物基質。這導致了 CFRP 的機械性質受基質影響產生顯著變化，例如壓縮、層間剪切和耐衝擊性能。用於發動機風扇葉片的環氧樹脂基體設計為不受噴氣燃料、潤滑劑和雨水的影響，複合材料部件上的外部塗料目的在減少紫外線造成的降解。
當CFRP部件連接到鋁或低碳鋼上時會引起伽凡尼腐蝕，不鏽鋼或鈦則不會。
碳纖維增強塑膠非常難加工，並會導致工具嚴重磨損。CFRP加工中的刀具磨損取決於切削過程的纖維取向和加工條件。為了減少刀具磨損，在加工CFRP和CFRP金屬疊層時使用了各種類型的塗層刀具。另外雷射切割也是可以考慮的加工選項之一。

## 製造
把碳纖維逐層鋪上（每層鋪上後要加上聚合物樹脂如環氧樹脂）模具，然後壓製成型。

## 應用
碳纖維強化聚合物應用廣泛如：公路自行車，航空工業以及汽車製造業

## 外部連結
- Japan Carbon Fiber Manufacturers Association (English) （页面存档备份，存于）
- Engineers design composite bracing system for injured Hokie running back Cedric Humes

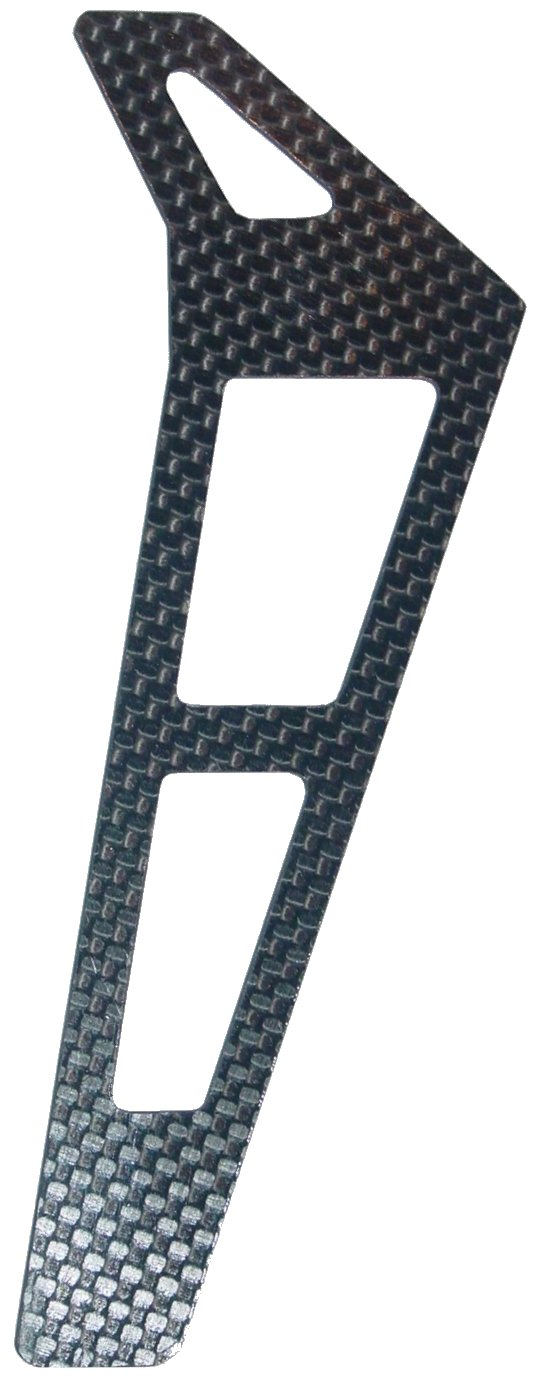
以碳纖維強化聚合物製成的遙控直升機尾翼。

- The New Steel （页面存档备份，存于） a 1968 Flight article on the announcement of carbon fiber
- Carbon Fibres – the First Five Years （页面存档备份，存于） A 1971 Flight article on carbon fiber in the aviation field